# Žitavský park
Žitavský park je chráněný areál v katastrálním území obce Žitavce v okrese Nitra v Nitranském kraji na Slovensku. Území bylo vyhlášeno v roce 1982 a jeho rozloha je 4,49 hektaru. Předmětem ochrany je historický park v okolí žitavského zámku. Část parku má krajinářský charakter a roste v ní třináct druhů cizokrajných dřevin.